# Nemesfalva
Nemesfalva (1896-ig Mlágyó, szlovákul: Mládzovo) község Szlovákiában, a Besztercebányai kerületben, a Poltári járásban.

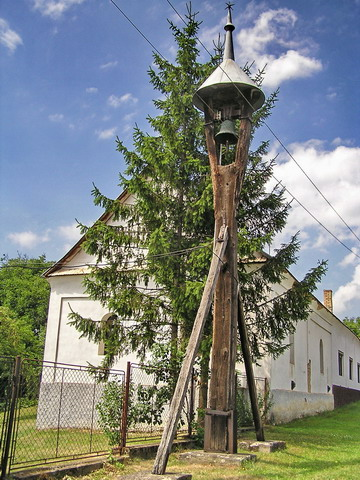
A templom

## Fekvése
Losonctól 15 km-re északra, a Szlovák Érchegységben, a Szinóbányai-patak völgyében, 240 m magasan fekszik.

## Története
A falu a 14. században keletkezett, 1436-ban Mlagho néven említik először. A 16. század végétől a divéki uradalom része volt. Később a sági uradalom része. 1828-ban 19 házában 146 lakos élt. Lakói mezőgazdasággal, állattartással, faeszközök készítésével foglalkoztak.
Vályi András szerint "MLAGYO. Mlagovo. Tót falu Nográd Várm. földes Ura Szent Iványi, és több Uraságok, lakosai többfélék, fekszik Berzenczének szomszédságában, és annak filiája, határja középszerű."
Fényes Elek szerint "Mlágyó (Mlágyzó), Nógrád vmegyében: 13 kath., 133 evang. lak., kik fa eszközök csinálásából élősködnek. F. u. Szentiványi. Ut. p. Zelene."
A trianoni békeszerződésig Nógrád vármegye Losonci járásához tartozott.

## Népessége
| Év:            | 1994. | 2004.    | 2014. | 2024.    |
| -------------- | ----- | -------- | ----- | -------- |
| Emberek száma: | 118   | 104      | 104   | 122      |
| Eltérés:       |       | -11,86 % | +0 %  | +17,30 % |

| Év:            | 2023. | 2024.    |
| -------------- | ----- | -------- |
| Emberek száma: | 110   | 122      |
| Eltérés:       |       | +10,90 % |

1910-ben 252, túlnyomórészt szlovák lakosa volt.
2001-ben 108 lakosából 106 szlovák volt.
2011-ben 109 lakosából 105 szlovák.

## Nevezetességei
Evangélikus temploma 1865-ben épült klasszicista stílusban.

## Külső hivatkozások
- Községinfó
- Nemesfalva Szlovákia térképén
- E-obce.sk[halott link]